# George Ezra
George Ezra Barnett (Hertford, Inglaterra, 7 de junio de 1993) es un cantante y compositor británico, cuyo álbum Wanted on Voyage y sencillo «Budapest» lanzaron su carrera a nivel internacional en 2014, cuando ingresaron entre las diez principales posiciones en más de diez países, y se vendieron exitosamente. Ambos trabajos figuran en las listas de las obras musicales con más éxito de ventas en Reino Unido de la década de 2010, tras superar el millón de copias. Ezra recibió amplio reconocimiento por sus trabajos, y fue nominado al Premio Brit por álbum británico del año, sencillo británico y artista masculino británico en su edición de 2015.

## Biografía

### Infancia
George Ezra Barnett  nació el 7 de junio de 1993 en la pequeña ciudad inglesa de Hertford en Reino Unido, donde se crio. Es el segundo de los tres hijos  de un profesor de arte y una subdirectora de un colegio. Sus padres se divorciaron cuando Ezra era un niño. Su hermana mayor, de nombre Jessica, y su hermano menor, nacido cerca de 1997, también son músicos. Desde una temprana edad, Ezra escuchaba con atención la música que su padre ponía en casa; registrando la colección de CDs de su padre descubrió música de varios cantautores masculinos clásicos como Paul Simon, Van Morrison, Tom Waits y Bob Dylan, y empezó a escucharla. En particular, se aficionó a las obras de Dylan e, investigando sus influencias musicales, encontró a varios de los pioneros del blues y el folk, colmo Woody Guthrie, Sonny Terry, Brownie McGhee, Howling Wolf, Robert Johnson y Lead Belly, que también inspiraron a Kings of Leon, una banda que gustaba desde su infancia. Con el tiempo, aumentó el aprecio de Ezra por la música estadounidenses y pasaba muchas horas en su habitación escuchando los discos de Lead Belly, cuyo sonido le gustaba mucho, hasta el punto que comenzó a imitar su estilo vocal  y desarrollar una voz de barítono bajo. Luego, escuchando a Howling Wolf se hizo consciente de que no era necesario cantar con un estilo de voz «sensible» e «introvertido» como la mayoría de los artistas contemporáneos para agradarle al público. A la edad de trece años, Ezra comenzó a componer sus propias canciones y a tocar el bajo. También aprendió a tocar la guitarra con la ayuda de su padre.
Ezra estudió en la escuela secundaria Simon Balle de Hertford, en la que, junto con unos compañeros de clase formó parte de una banda llamada Anything in Mind que tocaba canciones de otros artistas. Hizo su debut con dicha agrupación a los trece años interpretando las partes vocales femeninas de «Teenage Dirtbag», de la banda Wheatus, en un bar local nocturno llamado Marquee, gracias a su hermana quien para aquel entonces salía con un promotor del pub. Ezra tocaba el bajo eléctrico en la banda, que realizó múltiples actuaciones por varias localidades, entre ellas la del festival de música de 2010 de Bishop’s Stortford. Más tarde, sus amigos perdieron el interés por la música y, fue entonces cuando comenzó a escribir canciones y a aparecer como músico solista. Sus familiares y allegados siempre lo alentaron a mantener su interés por la música. Después de graduarse en la escuela secundaria a la edad de dieciséis años, trabajó en dos empleos, en una fábrica de golosinas y en un bar, para poder pagarse los estudios de música en el British and Irish Modern Music Institute (BIMM), al que ingresó un año más tarde.

### Estudios y comienzos de su carrera

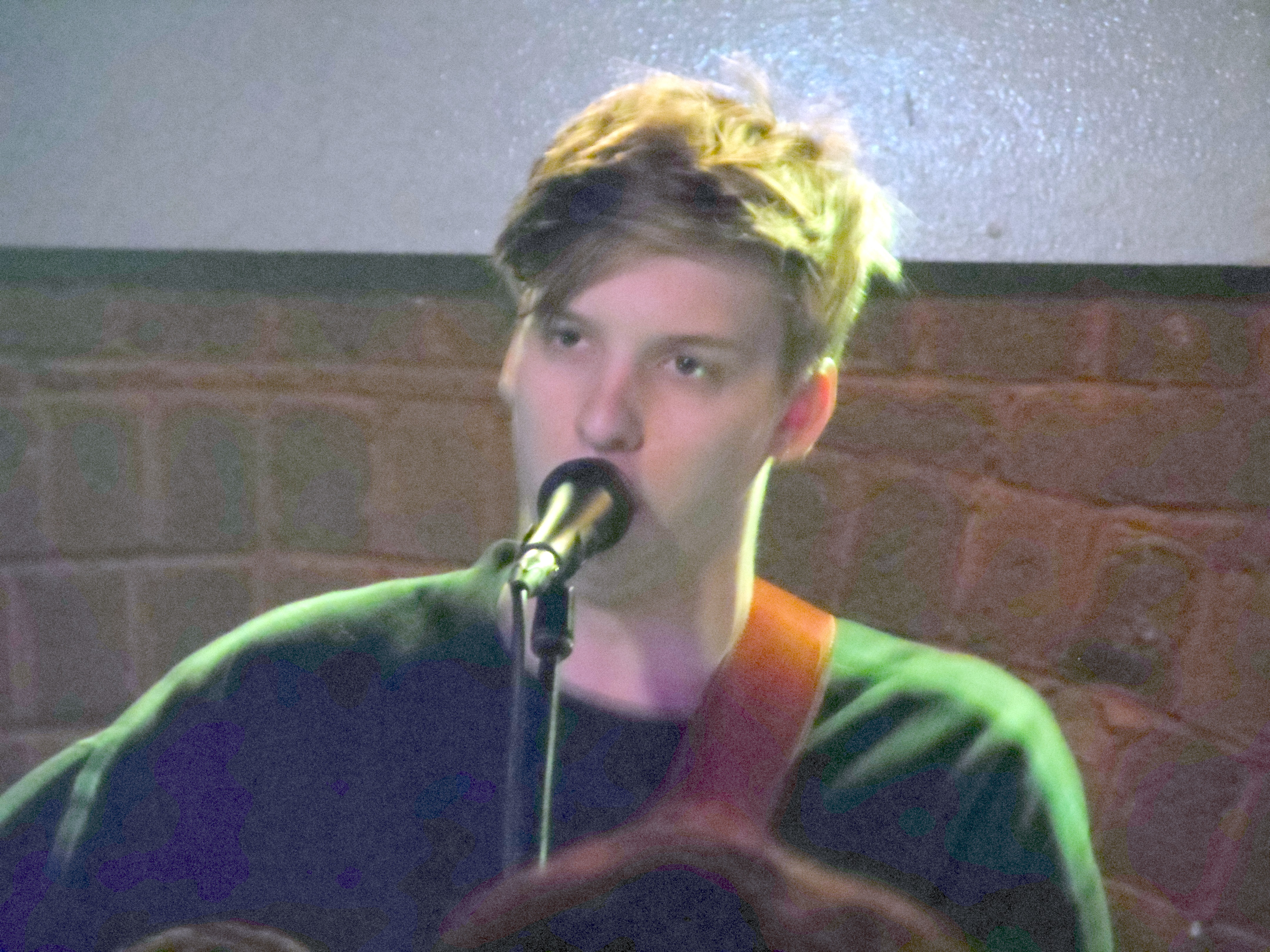
Ezra en una presentación musical en Sheffield en marzo de 2012.

En 2011, a los diecisiete años, luego de recibir su diploma en música por Business and Technology Education Council (BTEC), se mudó a Brístol junto con su hermana con la idea de obtener el título de profesor de música en el BIMM. Por aquel entonces Ezra consideraba dedicarse a escribir y tocar música por diversión, sin intenciones de dedicarse a ello profesionalmente, llegando a expresar desprecio hacia un compañero del instituto que planeaba abandonar los estudios si no obtenía un contrato de grabación en un año. Como aficionado, comenzó a cantar en noches de micrófono abierto por los bares de la ciudad, donde tuvo la oportunidad de ampliar su experiencia musical, aunque adquirió el hábito de consumir alcohol al mismo tiempo. Sus experiencias musicales en Brístol le dieron el coraje para proseguir una carrera como intérprete.
En 2012, Ezra continuó con sus actuaciones en Brístol y tuvo una residencia de conciertos en el auditorio The Gallimaufry. Ezra se volvió popular en la ciudad y logró llamar la atención del programa BBC Introducing, que hizo mucho para apoyar su carrera musical. A principios de febrero de 2012, el programa lo presentó en un espectáculo musical en Brístol, en el que tocó una balada de su autoría titulada «Angry Hill», publicada en el sitio web de BBC Introducing para su reproducción y descarga gratuita. Más tarde, en junio de 2012, Ezra apareció en YouTube interpretando su canción original «Broken» acompañado de una guitarra acústica. El videoclip no alcanzó gran popularidad, pero despertó el interés de varias compañías discográficas que se pusieron en contacto con él. Ezra decidió firmar con el sello discográfico Columbia Records, porque los agentes no parecían interesados por imponer sus propias ideas.

### Viaje por Europa y revelación
A principios de 2013, Ezra empezó a sentirse abrumado por la monotonía de los constantes traslados entre Bristol y Londres requeridos por su contrato  y, preocupado por una falta de inspiración para componer las canciones de su primer álbum de estudio y EP, decidió tomarse un mes libre para realizar un viaje en tren por Europa. Visitó las ciudades de Ámsterdam, Barcelona, Berlín, Bruselas, Copenhague, Malmö, Milán, Múnich, París y Viena, entre otras. Aunque ocasionalmente actuó en público, se concentró en escribir sus experiencias acerca de lo que veía, las anécdotas y los acontecimientos significativos para la gente que conoció. Cuando regresó a Gran Bretaña, se instaló en la cabaña de un amigo en Gales del Norte. Allí comenzó a escribir canciones basándose en los apuntes de su diario personal, y llegó a componer mucho más material de lo que podía entrar en un álbum. Su sello discográfico lo puso en contacto con Joel Pott, de la banda Athlete, quien produjo gran parte de Wanted on Voyage. El título del álbum deriva de las palabras «wanted on voyage» que están inscritas en la maleta del Oso Paddington, que era el personaje de ficción favorito de Ezra en su infancia.
Para impulsar la carrera musical de Ezra en Reino Unido, la BBC Introducing lo presentó en el festival de Glastonbury que se realizó a finales de 2013, donde su actuación recibió una buena acogida del público y la crítica. El reportero Joe Lepper de No Depression comentó que la presentación de Ezra fue una de las contribuciones más notables al festival del domingo 30 de junio. Además, elogió la destreza vocal del artista considerándola «profunda» e «impresionante». El artista también contó con el apoyo de Lianne La Havas y Tom Odell, quienes les dieron la oportunidad de promover sus obras como telonero de sus respectivas giras de conciertos por varias ciudades británicas en 2013. A inicios de octubre de referido año, Ezra estrenó la canción que da título a su EP debut, Did You Hear The Rain?, que puso en venta el 28 del mismo mes, y consta de cuatro canciones. La primera de ellas, «Budapest», se pudo obtener gratuitamente a través de descarga digital por un mes. Para su composición, Ezra se inspiró en una visita planeada a Budapest que no pudo realizar por perder el tren en la ciudad sueca de Malmö. En ella, alude a objetos y posesiones de valor que con gusto abandonaría por una chica. Tras su publicación, «Budapest» tuvo en un principio cierta popularidad en Italia y Alemania. Para finales de 2013, la BBC Introducing emitió regularmente contenidos publicitarios acerca del artista en la mayoría de las estaciones de radio de la BBC. Ezra captó la atención de la industria musical y los críticos británicos al quedar en el quinto lugar de la encuesta Sound of 2014 realizada por BBC.

### Ascenso a la fama
Con un éxito significativo en Europa, a inicios de junio de 2014, Ezra lanzó «Budapest» como el segundo sencillo de su primer álbum, y entró en el puesto 3 en la lista de sencillos británica. «Budapest» fue un gran éxito en Reino Unido durante 2014 y terminó el año como la décima tercera canción superventas. Con más de 1.2 millón de copias vendidas en Reino Unido, figuraba a fecha de marzo de 2016 como la novena canción más vendida de la década de 2010, y, en 2015, recibió la certificación de doble platino de la British Phonographic Industry (BPI). Se situó entre los primeros diez puestos de las listas de Austria, Alemania, Bélgica, Dinamarca, Francia, Irlanda, Países Bajos, Portugal y Suiza, y alcanzó la posición número 1 en la lista de sencillos de Nueva Zelanda  y el puesto 5 en la de Australia, con ventas altas en ambos países; concretamente en Australia, se vendieron más de doscientos mil ejemplares del tema y fue certificado triple platino por la Australian Recording Industry Association (ARIA). En Estados Unidos, la popularidad de «Budapest» aumentó cuando Ezra actuó como el invitado musical del programa de NBC Saturday Night Live a finales de marzo de 2015, y la canción obtuvo éxito en venta y en listados. Su posición más alta en la Billboard Hot 100 fue la número 32, y pasó a ser el primer tema de Ezra que logró entrar en las cuarenta principales. Además, obtuvo buenas posiciones entre las veinte principales en varias listas de éxitos de Billboard, y sirvió para establecer firmemente la reputación de Ezra en el mercado musical estadounidense, de acuerdo con el crítico Cussons Max de Contactmusic.com. La canción se vendió exitosamente en el territorio estadounidense, al rebasar el millón de ejemplares y fue certificada platino por la Recording Industry Association of America (RIAA). Generalmente, recibió reseñas favorables de parte de los críticos especializados, como Dan Carson, de The Line of Best Fit, quien elogió la canción por ser «pegadiza» y reconoció la habilidad de Ezra como intérprete. Por su parte, Max Cussons, de Contactmusic.com, opinó que «es una canción folk muy buena» y destacó su sinceridad.

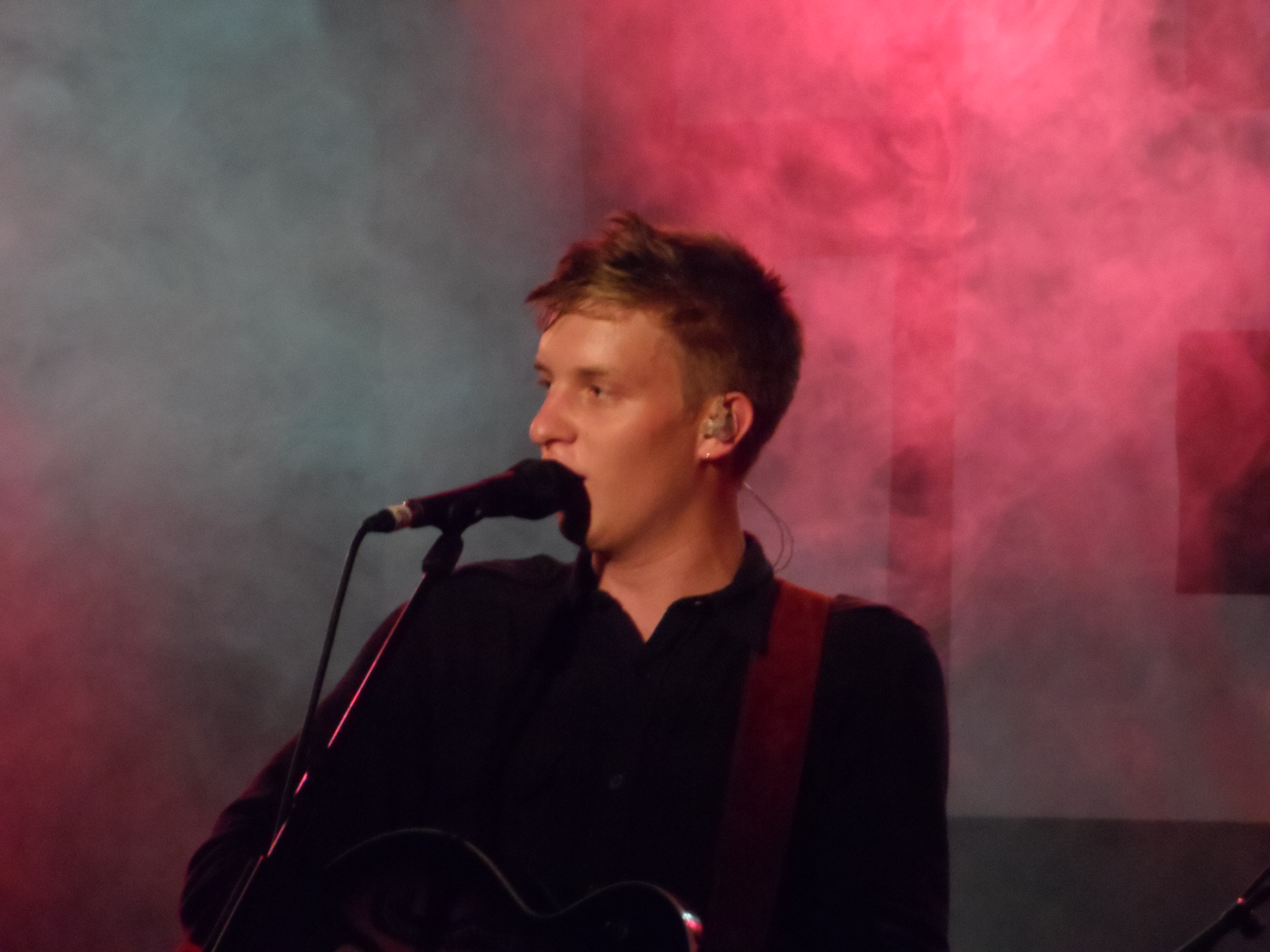
George Ezra en Sheffield.

El álbum debut de Ezra Wanted on Voyage, inspirado por el viaje por Europa y una relación amorosa, se estrenó a finales de junio de 2014. Clasificada dentro de los géneros folk, blues y rock, la obra fue bien recibida por el público británico; duró catorce semanas consecutivas entre los diez principales de la lista de álbumes de Reino Unido  e ingresó al puesto 1 de dicha lista cuatro veces  entre octubre de 2014 y enero de 2015. Wanted on Voyage figuró como el tercer álbum con más éxito en ventas en el territorio británico en 2014, detrás de x de Ed Sheeran e In the Lonely Hour de Sam Smith, y el décimo en 2015. La obra rebasó el 1.2 millón de copias vendidas en Reino Unido, lo que lo convirtió en uno de los álbumes más vendidos en la década de 2010, y en reconocimiento a su éxito comercial la British Phonographic Industry (BPI) lo certificó cuatro veces platino. Wanted on Voyage también se situó en las diez primeras posiciones en las listas de Alemania, Austria, Francia, Irlanda y Suiza, del mismo modo que en Nueva Zelanda y Australia. En este último país entró en la cuarta posición de la lista de sencillos  y fue certificado platino por la ARIA, por ventas que superaron las setenta mil unidades. El 27 de enero de 2015, Ezra estrenó Wanted on Voyage en Estados Unidos, donde ingresó en la posición 19 del Billboard 200  y la 1 de la lista de álbumes de folk.
A mediados de agosto de 2014, Ezra publicó «Blame It on Me» como sencillo de su álbum debut, que se situó en el puesto seis de la lista de sencillos británica  y obtuvo la certificación de platino de la BPI, por superar las seiscientas mil unidades vendidas. En Alemania, Austria, Irlanda, Bélgica y Suiza estuvo en las treinta primeras posiciones de las listas de sencillos y en Australia ingresó en el puesto 10 y pasó a ser la segunda canción de Ezra en las diez primeras posiciones después de «Budapest», con ventas de más de setenta mil ejemplares que le valieron el certificado de platino. «Blame It on Me» también fue popular en las radios de música rock de Estados Unidos. Un tercer sencillo titulado «Listen to the man» apareció en octubre de 2014  y alcanzó cierta notoriedad en Reino Unido, donde entró en el puesto 41 en la lista de sencillos y obtuvo la certificación de plata por la BPI en reconocimiento a sus ventas que sobrepasaron las doscientas mil unidades. El videoclip de «Listen to the man» contó con la aparición del actor Ian McKellen en varias escenas.
Durante parte de 2014, Ezra estuvo embarcado en una gira musical por su patria, presentando las canciones de Wanted on Voyage, y tuvo un gran éxito de público con entradas agotadas para todas las funciones. A finales de año, actuó en varias ciudades de Europa y Australia. En febrero de 2015, Ezra continuó la promoción de Wanted on Voyage con múltiples presentaciones por Reino Unido, con entradas totalmente vendidas. Entre febrero y marzo de ese mismo año, debutó en las salas de conciertos de Estados Unidos como telonero de Sam Smith y Hozier en sus respectivas giras. Luego en abril, después de haber realizado múltiples conciertos en su patria, se embarcó en una serie de actuaciones por América del Norte como anfitrión, aunque canceló conciertos programados en San Francisco, Portland, Seattle y una actuación especial en el festival de Coachella el 10 de abril, que tuvo que postergar para el día 17, debido a una laringitis viral. Entre julio y agosto actuó en ocho conciertos en el territorio estadounidense, en ciudades como Washington D. C., Nueva York, Boston, Chicago, Denver, San Francisco y Portland. Asimismo, Ezra actuó en varios festivales, como Radio 1’s Big Weekend, T in the Park, Wild Life Festival, Park Life Festival, V Festival y Glastonbury, y programas de televisión, como Saturday Night Live, donde interpretó sus éxito «Blame It on Me» y «Budapest» en marzo de 2015.
Ezra recibió buenas críticas por Wanted on Voyage, sobre todo por sus cualidades vocales. Glenn Gamboa de Newsday, comparó su estilo musical con el de Elvis Presley y Mumford & Sons. La revista Digital Spy ubicó a Wanted on Voyage en el séptimo lugar de su listado de los quince mejores álbumes del año 2014. Gracias al éxito de «Budapest» y Wanted on Voyage en Reino Unido, Ezra obtuvo múltiples nominaciones a los Brit Awards de 2015, en las categorías artista revelación británico, artista masculino  británico, sencillo británico y álbum británico del año. En la ceremonia de los premios, Ezra interpretó «Cassy O'». En los Ivor Novello Awards de 2015, «Budapest» fue candidata a la obra más interpretada  y canción del año en los BMI London Awards 2016. Asimismo, recibió varias nominaciones en ceremonias internacionales, incluyendo los MTV Video Music Awards 2015 en la que optó a los galardones a mejor artista revelación y mejor canción de rock por «Budapest», los Teen Choice Awards de 2015 donde «Budapest» también fue candidata a la mejor canción de rock, y en los premios alemanes Echo Music Awards 2015, en los que Ezra recibió la nominación al mejor artista revelación internacional por Wanted on Voyage.
Después de la reedición de «Cassy O'» en febrero de 2015, que no fue demasiado bien recibida por el público, Ezra lanzó «Did You Hear the Rain?» en abril y «Barcelona» en agosto como los últimos sencillos de Wanted on Voyage, que contaron con menos éxito. A finales de diciembre, publicó un EP gratuito a través de Google Play Music titulado Live in London, que consta de las canciones «Barcelona», «Budapest», «Song 6» y «Did You Hear The Rain?» interpretadas en vivo y producidas por Cam Blackwood.

## Influencias

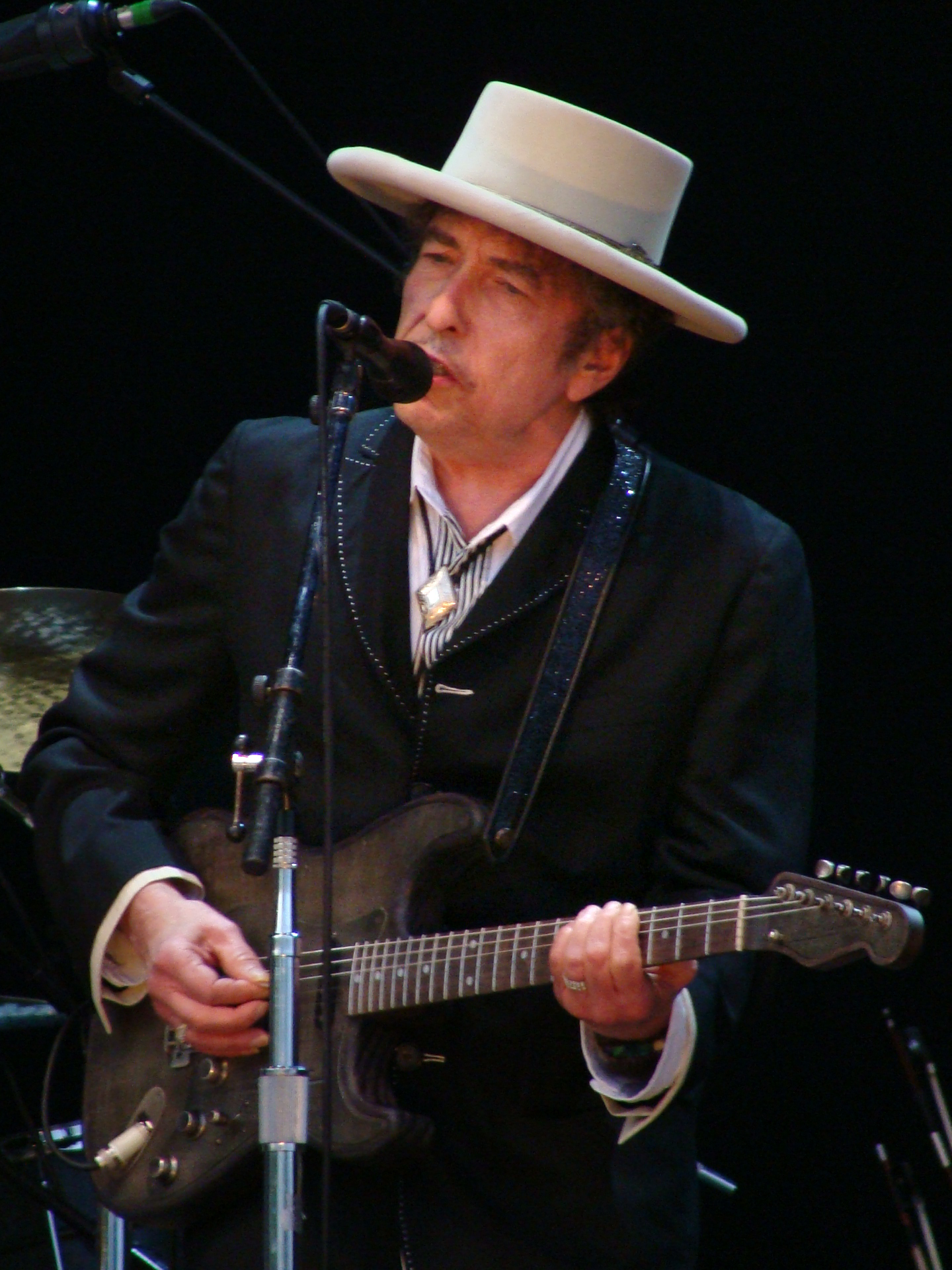
Bob Dylan es el artista que más ha influenciado a Ezra.

Ezra cita a Bob Dylan como su mayor influencia, aunque también reconoce haberse inspirado en Lead Belly y Woody Guthrie. Comenta que pasó gran parte de su infancia escuchando a Dylan gracias a su padre, y que siente una gran admiración por los sonidos «jóvenes y libres» que transmiten sus composiciones. Al respecto, reconoce que una de las canciones más significativas para él es «Talkin' New York» de su álbum debut, Bob Dylan (1962), en la que documenta sus experiencias al llegar a Greenwich Village. En una entrevista en 2015, declaró su admiración por la dedicación a la música de Dylan, que a su larga edad, todavía sale de gira, realiza actuaciones y escribe canciones. Su hermana, Jess, también lo indujo a oír a artistas modernos, y  durante sus años en la escuela escuchaba a Kings of Leon, Vampire Weekend, Arctic Monkeys y Bombay Bicycle Club.

## Estilo

### Musical y vocal

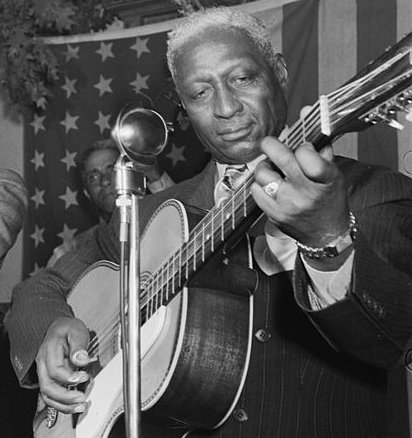
Ezra cuenta que cuando niño le gustaba imitar la voz de Lead Belly.

Ezra compone principalmente música folk, aunque también incorpora en sus obras otros géneros como el blues y el rock. Glenn Gamboa, de Newsday comenta que «el estilo [musical] de Ezra es difícil de definir» a la vez que lo compara con Elvis Presley y Mumford & Sons, el mismo crítico opina que algunas de sus composiciones parecen «new wave de los años 1980»; mientras que canciones como «Did You Hear the Rain» parecen «haber venido de la década de 1960 —o incluso la década de 1860— antes de que cambiar a un sonido más contemporáneo».
Ezra tiene una voz de barítono. Según el intérprete, pasó parte de su infancia imitando el tono de voz de Lead Belly después de adquirir uno de sus álbumes de recopilaciones. Así, cuando se dio a conocer con «Budapest» en 2014, con veintiún años, varios críticos musicales comentaron que su voz contrastaba con su corta edad. En 2014, Zane Lowe lo consideró «uno de los nuevos vocalistas más convincentes y poderosos» en el mundo, y tras el lanzamiento de su álbum de estudio debut, Wanted on Voyage, recibió críticas favorables de parte de los expertos por su destreza vocal.

## Discografía
- Wanted on Voyage (2014)
- Staying at Tamara's (2018)
- Gold Rush Kid (2022)

## Premios y nominaciones

### Brit Awards
| Año  | Nominado         | Galardón                     | Resultado | Ref.  |
| ---- | ---------------- | ---------------------------- | --------- | ----- |
| 2015 | George Ezra      | Artista revelación británico | Nominado  | [ 8 ] |
| 2015 | George Ezra      | Artista masculino británico  | Nominado  | [ 8 ] |
| 2015 | «Budapest»       | Sencillo británico           | Nominado  | [ 8 ] |
| 2015 | Wanted on Voyage | Álbum británico del año      | Nominado  | [ 8 ] |

### BBC

#### BBC Sound of...
| Año  | Nominado    | Galardón      | Resultado    | Ref.   |
| ---- | ----------- | ------------- | ------------ | ------ |
| 2014 | George Ezra | Sound of 2014 | Quinto lugar | [ 30 ] |

#### BBC Music Awards
| Año  | Nominado   | Galardón        | Resultado | Ref.   |
| ---- | ---------- | --------------- | --------- | ------ |
| 2015 | «Budapest» | Canción del año | Nominado  | [ 86 ] |

### BMI London Awards
| Año  | Nominado   | Galardón        | Resultado | Ref.   |
| ---- | ---------- | --------------- | --------- | ------ |
| 2016 | «Budapest» | Canción del año | Nominado  | [ 75 ] |

### Echo Music Awards
| Año  | Nominado    | Galardón                                                    | Resultado | Ref.   |
| ---- | ----------- | ----------------------------------------------------------- | --------- | ------ |
| 2015 | George Ezra | Mejor artista revelación internacional por Wanted on Voyage | Nominado  | [ 78 ] |

### Ivor Novello Awards
| Año  | Nominado   | Galardón                            | Resultado | Ref.   |
| ---- | ---------- | ----------------------------------- | --------- | ------ |
| 2015 | «Budapest» | PRS for Music Obra más interpretada | Nominado  | [ 74 ] |

### MTV Video Music Awards
| Año  | Nominado    | Galardón                 | Resultado | Ref.   |
| ---- | ----------- | ------------------------ | --------- | ------ |
| 2015 | George Ezra | Mejor artista revelación | Nominado  | [ 76 ] |
| 2015 | «Budapest»  | Mejor canción de rock    | Nominado  | [ 76 ] |

### Teen Choice Awards
| Año  | Nominado   | Galardón              | Resultado | Ref.   |
| ---- | ---------- | --------------------- | --------- | ------ |
| 2015 | «Budapest» | Mejor canción de rock | Nominado  | [ 77 ] |